# I Love Techno
I Love Techno – międzynarodowa impreza muzyki techno, odbywająca się w latach 1995-2014 w mieście Gandawie w Belgii. W 2015 roku została przeniesiona do francuskiego Montpellier. 
DJ-e z całego świata co roku zjeżdżają się na tę imprezę. Ostatnie edycje przyciągały około 35 tysięcy osób z Belgii, Holandii, Francji, Niemiec oraz Anglii. Przybyły również osoby z innych krajów Europy oraz reszty świata.
Serce w oficjalnym logu festiwalu symbolizuje miłość do muzyki techno.
Pierwsza impreza "I love Techno" mająca miejsce w 1995 przy Vooruit w Gandawie przyciągnęła około 700 osób. Z powodu nagłego powiększania się przyjęcia, zostało ono przeniesione do Flanders Expo. I love Techno stało się jednym z najpopularniejszych i największych przedsięwzięć tego typu w Europie. Flanders Expo składa się z jednego centralnego pokoju, połączonego z 5 innymi. Są to pokoje: czerwony, żółty, niebieski, pomarańczowy i zielony. W pomieszczeniach tych DJ-e występują oraz prezentują swoją muzykę.